# Fu Mingxia
Fu Mingxia (n. 16 august 1978, Wuhan, Republica Populară Chineză) este o săritoare în apă chineză, medaliată olimpică. A participat la 3 ediții ale Jocurilor Olimpice (1992, 1996, 2000) în care a câștigat 4 medalii de aur și o medalie de argint.